# Flughafen Salzburg
Flughafen Salzburg W.A. Mozart (IATA: SZG, ICAO:LOWS) is een luchthaven ten westen van de Oostenrijkse stad Salzburg. De luchthaven, vernoemd naar de bekende componist Wolfgang Amadeus Mozart, werd in gebruik genomen op 16 augustus 1926.
Vanuit Nederland wordt door Transavia vanaf Schiphol, Eindhoven, Rotterdam en Groningen naar Salzburg gevlogen.